# Веселий Поділ (Березнегуватський старостинський округ)
Веселий Поді́л — село в Україні, у Софіївській сільській громаді Баштанського району Миколаївської області. Належить до Березнегуватського старостинського округу. Офіційно населення становить 13 осіб, але станом на 2024 рік село є безлюдним.